# マルコス・ヴァーリ

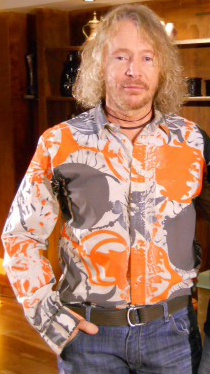
Marcos Valle, 2012

マルコス・コステンバーダ・ヴァーリ（Marcos Kostenbader Valle、1943年9月14日 - ）は、ブラジルのシンガーソングライターでギタリスト、キーボーディスト。

## 経歴
ヴァーリは弁護士の息子としてリオデジャネイロで生まれた。ジョアン・ジルベルトのレコードによってボサノヴァ・ブームが始まり、当時少年であったマルコスも大いに影響を受け、ギターを弾いては音楽家になることを夢見ていた。
1964年、アルバム「サンバ・ヂマイス（Samba demais）」でEMIブラジルからデビューし、その後1966年、マルコスが作曲し、兄のパウロ・セルジオ・ヴァーリが作詞した「サマー・サンバ（Samba de Verão、英語題：So nice）」を、オルガン奏者のワルター・ワンダレイ（Walter Wanderley、ヴァルテル・ヴァンデルレイ）が収録しヒットする。
1968年には、大半の曲を英語詞で歌い、妻のアナマリアも加わったアルバム「サンバ '68」をリリースし、アメリカでヒットする。このアルバムをはじめ、この時期の多くのアルバムのアレンジを務めたのは、デオダートであった。デオダートとの共作も多い。

## 作風
ボサノヴァ、サンバ、MPBなど、ジャンルの枠にとらわれず活動した。また、ジャズやロック、ソウル、ファンク、AORなど、欧米のポピュラー音楽と、サンバを始めとするブラジル音楽とのクロスオーバーを実現した、ボサノヴァの時代から今に至るまで、ブラジルのポピュラー音楽にとって重要な人物と言われている。

## ディスコグラフィ
- Samba demais（1963年）
- O compositor e o cantor（1965年）
- Braziliance!（1967年）
- Samba68（1968年）
- Viola enluarada（1968年）
- Mustang cor de sangue（1969年）
- Marcos Valle（1970年）
- Garra（1971年）
- Vento sul（1972年）
- Previsao do tempo（1973年）
- Marcos Valle（1974年）
- Vontade de rever voce（1981年）
- Marcos Valle（1983年）
- O Tempo da gente（1986年）
- Tempos De Bossa Nova（1993年）
- Nova Bossa Nova（1998年）
- Live in Montreal（2000年）
- Escape（2001年）
- Contrasts（2003年）
- Jet Samba（2005年）